# برای افتخار
برای افتخار (به انگلیسی: For Honor) یک بازی ویدئویی در سبک هک اند اسلش مبارزه‌ای است که توسط استودیو یوبی‌سافت مونترآل توسعه یافته و در ۱۴ فوریه ۲۰۱۷ میلادی برای کنسول‌های نسل هشتمی ایکس‌باکس وان و پلی‌استیشن ۴ و همچنین مایکروسافت ویندوز عرضه شد.
به گفته یوبی‌سافت این بازی تجربه «هنر نبردهای تن به تن» در فضای نبردهای قرون وسطی را از طریق انتخاب مبارزان یکی از سه از گروه شوالیه، سامورایی و وایکینگ در اختیار مخاطب قرار می‌دهد.